# Michael V. Gazzo
Michael Vincenzo Gazzo (n. 5 aprilie 1923, Hillside⁠(d), New Jersey, SUA – d. 14 februarie 1995, Los Angeles, California, SUA) a fost un dramaturg american care a devenit mai târziu actor de film și televiziune. A fost nominalizat la premiul Oscar pentru rolul său din filmul Nașul: Partea a II-a (1974).

## Biografie
Gazzo s-a născut pe 5 aprilie 1923 într-o familie de origine italo-americană. A servit în Forțele Aeriene ale Armatei Statelor Unite ale Americii în timpul celui de-al Doilea Război Mondial. A fost membru al Actors Studio și mai târziu a pregătit actori ca Debra Winger, Henry Silva⁠(d) și Tony Sirico. A scris A Hatful of Rain, o piesă despre dependența de droguri, care a avut 389 de reprezentații pe scenele teatrelor de pe Broadway în 1955 și 1956 și pe Ben Gazzara și Shelley Winters în cele două roluri principale. Piesa a fost ecranizată de Fred Zinnemann, regizor laureat cu premiul Oscar, în 1957. Filmul a fost nominalizat la premiul Oscar pentru cel mai bun actor într-un rol principal (Anthony Franciosa). O adaptare pentru televiziune din 1968 (ca piesă filmată) i-a avut în rolurile principale pe Peter Falk, Sandy Dennis⁠(d) și Michael Parks⁠(d). Gazzo a mai scris, printre altele, scenariul filmului muzical King Creole (1958), cu Elvis Presley în rolul principal. El a fost autorul piesei The Night Circus, care a fost reprezentată pe Broadway cu Ben Gazzara în rol principal.
Gazzo a fost nominalizat la premiul Oscar pentru cel mai bun actor în rol secundar pentru rolul Frank Pentangeli⁠(d) din filmul Nașul: Partea a II-a (1974).

### Moartea
Gazzo a murit pe 14 februarie 1995, la vârsta de 71 de ani, din cauza complicațiilor unui accident vascular cerebral. A fost înmormântat în cimitirul Westwood Village Memorial Park din Los Angeles.

## Filmografie
- Pe chei (1954) - Bit (nemenționat)
- A Man Called Adam⁠(d) (1966) - (nemenționat)
- Out of It⁠(d) (1969) - prietenul lui Vinnie
- The Gang That Couldn't Shoot Straight⁠(d) (1971) - bărbatul în costum negru
- Crazy Joe⁠(d) (1974)
- Nașul: Partea a II-a (1974) - Frank Pentangeli⁠(d)
- Kojak (1975) - Joel Adrian
- Brinks: The Great Robbery⁠(d) (1976) - Mario Russo
- Ellery Queen (episodul „The Adventure of Caesar's Last Sleep”) (1976) - Benny Franks
- Welcome Back, Kotter⁠(d) (sezonul 2, episodul 12 „Hark, the Sweatkings”) (1976) - Angelo DeMora
- Alice (1977) - Gino Tarantella
- Starsky and Hutch⁠(d) (1977) - Joe Durniak
- Barnaby Jones⁠(d) (1977) - dl Farinelli
- Baretta⁠(d) (1977) - Rico Giove
- Duminica neagră (1977) - Muzi
- The Feather and Father Gang⁠(d) (sezonul 1, episodul 12 „The Mayan Connection”) (1977) - Gutman
- Columbo (sezonul 7, episodul Murder Under Glass) (1978) - Vittorio Rossi
- Fingers (1978) - Ben
- King of the Gypsies⁠(d) (1978) - Spiro Giorgio
- Martorul știe mai mult (1979) - Lobo
- The Fish That Saved Pittsburgh⁠(d) (1979) - dresorul Harry
- Beggarman, Thief⁠(d) (1979) - Sartene
- Fantasy Island⁠(d) (sezonul 3, episodul 14 „The Lookalikes/Winemaker”) (1979) - Frank Lassiter
- Taxi (1979) - Vince
- Cuba Crossing⁠(d) (1980) - Rossellini
- Aligatorul (1980) - Clark, șeful poliției
- Border Cop⁠(d) (1980) - Chico Suarez
- Hoodlums (1980) - Gus Azziello
- Sizzle (1980)
- Magnum, P.I.⁠(d) (episodul „The Ugliest Dog in Hawaii”) (1981) - Victor DiGorgio
- Back Roads (1981) - Tazio
- Body and Soul (1981) - Frankie
- The Winter of Our Discontent⁠(d) (1983) - Marullo
- Întoarcerea inspectorului Harry (1983) - Threlkis (nemenționat)
- Cannonball Run II⁠(d) (1984) - Sonny
- Fear City⁠(d) (1984) - Mike
- Cookie⁠(d) (1989) - Carmine
- Beyond the Ocean (1990)
- Forever (1991)
- de⁠(Ring of the Musketeers)[of the Musketeers&page=Der+Ring+der+Musketiere&targettitle=de traduceți] (1992)
- Ultima aventură (1993) - Torelli
- L.A. Law⁠(d) (1994) (episodul „McKenzie, Brackman, Barnum & Bailey”) (1994) - Roscoe Zambini
- Nothing to Lose (1994) - Joe (ultimul rol în film)